# Мартинович Тимофій Лазарович
Мартино́вич Тимофі́й Ла́зарович — український фізик, фахівець у галузі механіки деформівного твердого тіла, доктор фізико-математичних наук, професор, Львівський національний університет імені Івана Франка.
Упродовж 10 років очолював кафедру будівельної механіки «Львівської політехніки».

## Основні результати наукових досліджень
Основні крайові задачі теорії пружності і теорії тонких пластин у двозв'язних концентричних некругових областях в однорідних прямолінійно-анізотропних середовищах. Напрям наукових досліджень — механіка деформівного твердого тіла.

## Наукові праці
1. Мартинович Т. Л., Мартинович Б. Т. Алгебраический подход к построению полиномов Фабера. Ред. журн. «Физико-химическая механика материалов» АН УССР.-Львов, 1990.-14с. Деп. в ВИНИТИ. 12.09.90 № 5008-В90.
2. Мартинович Т. Л., Мартинович Б. Т. Совместное решение задач о чистом кручении и простом изгибе прямолинейно- анизоропной консоли поперечной силой с использованием формулы Грина. Ред. журн. «Физико-химическая механика материалов» АН УССР.-Львов, 1990.-26с. Деп. в ВИНИТИ. 12.09.90 № 5007-В90.
3. Мартинович Т. Л., Мартинович Б.Т Совместное решение задач о чистом кручении и простом изгибе прямолинейно-изоропной призматической консоли поперечной силой с использованием формулы Грина. Ред. журн. «Физико-химическая механика материалов» АН УССР.-Львов, 1990.-22с. Деп. в ВИНИТИ. 12.09.90 № 5024-В90.
4. Мартинович Т. Л., Мартинович Б.Т Применение интегральных уравнений к совместному решению задачи о чистом кручении и постом изгибе прямолинейно-поперечной смлой. Ред. журн. «Физико-химическая механика материалов» АН УССР.-Львов, 1990.-17с. Деп. в ВИНИТИ. 12.09.90 № 5009-В90.
5. Мартинович Т. Л., Мартинович Б.Т Решение плоской задачи статической термоупругости для анизотропного тела с анизотропным эллиптическим включением. Ред. журн. «Физико-химическая механика материалов» АН УССР.-Львов, 1990.-22с. Деп. в ВИНИТИ. 12.09.90 № 5025-В90
6. Мартинович Т. Л., Мартинович Б.Т Решение задачи о чистом кручении изотропных призматических стержней сполошного сечения с использованием формулы Грина. Ред. журн. «Физико-химическая механика материалов» АН УССР.-Львов, 1990.-23с. Деп. в ВИНИТИ. 12.09.90 № 5023-В90.
7. Мартинович Т. Л., Мартинович Б.Т Решение задачи о чистом кручении прямолинейно-анизотропных призматических стержней сполошного сечения с использованием формулы Грина. Ред. журн. «Физико-химическая механика материалов» АН УССР.-Львов, 1990.-18с. Деп. в ВИНИТИ. 12.09.90 № 5020-В90.
8. Мартинович Т. Л., Мартинович Б. Т. Новий аналітичний метод розрахунку прямолінійно-анізотропних кусково-однорідних пластин з вирізами, включеннями та підсиленнями (плоска задача, поперечний згин призматичних стержнів та ін.). Доповідь на III Міжнародному симпозіумі «Некласичні проблеми теорії тонкостінних елементів конструкцій та фізико-хемічної механіки композиційних матеріалів» 15-16 листопада 1995 р., Івано-Франківськ.
9. Мартинович Т. Л., Мартинович Б.Т К решению задач о чистом кручении и простом изгибе прямолинейно-анизотропной консоли поперечной силой. «Прикладная механика». 1992, Т.3, с.54-61.
10. Мартинович Т. Л. Бутринський І. З. Пружна взаємодія анізотропної пластини з несиметрично розташованим вздовж краю вирізу пружним стержнем. Вісник держ.ун-ту «Львівська політехніка» Резерви прогресу в архітектурі будівництві N 300, 1996, с.99-103.
11. Мартинович Т. Л., Бутринський І. З., Давидчак О. Р. Розтяг кусково-однорідної анізотропної пластини, складові якої з'єднані з натягом. Збірник «Проблеми теорії і практики будівництва», т.2. «Сталебетонні конструкції, металеві конструкції, теоретична і будівельна механіка». Львів, вид-во ДУ «Львів.політехніка», 1997, с.106-117. 11 с.
12. Мартинович Т. Л., Зварич М. К., Давидчак О. Р. Расчет анизотропных пластин с криволинейными отверстиями, подкрепленными предварительно напряженными стержнями. Математические методы и физико-механические поля.-1992.-№ 36.-с.76-80. 5с.
13. Мартинович Т. Л., Бутринський І. З., Давидчак О. Р. Розтяг кусково-однорідної анізотропної пластини, складові якої з'єднані з натягом. Збірник «Проблеми теорії і практики будівництва», т.2. «Сталебетонні конструкції, металеві конструкції, теоретична і будівельна механіка». Львів, вид-во ДУ «Львів.політехніка», 1997, с.106-117. 11 с.
14. Мартинович Т. Л., Мартинович Б. Т. Розвинення аналітичних функцій у двозв'язних (некругових) концентричних областях у степеневі ряди типу Лорана. Сучасні проблеми прикладної математики та інформатики. Сьома Всеукраїнська наукова конференція. Тези доповідей. 19-20 вересня 2000 р.,Львів.
15. Мартинович Т. Л., Мартинович Б. Т., Лобова О. В. Аналітичний розв'язок рівняння амплітуд Гельмгольца 2n -го порядку у прямокутній області. Диференціальні та інтегральні рівняння. Тези доповідей міжнародної конференції 12-14 вересня 2000 р. м. Одеса. −1с.
16. Мартинович Т. Л., Мартинович Б. Т., Лобова О. В. Аналітичний розв'язок полігармонійного рівняння порядку 2n в двозв'язній концентричній прямокутній області. Диференціальні та інтегральні рівняння. Тези доповідей міжнародної конференції 12-14 вересня 2000 р. м. Одеса. −1с.
17. Мартинович Т. Л., Мартинович Б. Т. Розвинення аналітичних функцій у двозв'язних (некругових) концентричних областях у степеневі ряди типу Лорана. Сучасні проблеми прикладної математики та інформатики. Сьома Всеукраїнська наукова конференція. Тези доповідей. 19-20 вересня 2000 р.,Львів.
18. Мартинович Т. Л., Мартинович Б. Т., Лобова О. В. Гармонійні коливання прямолінійно-анізотропної пластини: побудова аналітичного розв'язку рівняння амплітуд в прямолінійній області. Сучасні проблеми прикладної математики та інформатики. Сьома Всеукраїнська наукова конференція. Тези доповідей. 19-20 вересня 2000 р.,Львів. — 1с.
19. Мартинович Т. Л., Мартинович Б. Т., Лобова О. В. Власні коливання прямокутної ортотропної пластини, опертої по всьому периметру. Держ. ун-т Львівська політехніка" — Вісник: Теорія і практичне будівництво. № 409. Львів. 2000. −4с.
20. Мартинович Т. Л., Мартинович Б. Т., Лобова О. В. Гармонійні коливання прямокутної прямолінійно-ортотропної пластини, затиснутої по всьому периметру. Держ. ун-т Львівська політехніка" — Вісник: Теорія і практичне будівництво. № 441. Львів. 2002. −7с.
21. Мартинович Т. Л., Мартинович Б. Т. Розвинення аналітичних функцій у двозв'яз них (не кругових) концентричних областях у степеневі ряди типу Лорана. Вісник Львів. ун-ту. Серія прикладна математика та інформатика. 2000. Вип.3 с.37-41.
22. Мартинович Т. Л., Мартинович Б. Т., Лобова О. В. Динамічне рівняння гармонійних коливань і алгоритм побудови розв'язку рівняння амплітуд в прямокутній області. Вісник Львів. ун-ту. Серія прикладна математика та інформатика. 2000. Вип.3 с.42-46.
23. Мартинович Т. Л., Мартинович Б.Т Полігармонійні двовимірні диференціальні рівняння з сталими коефіцієнтами 2ν-го порядку: ряди типу Фур'є в комплексній формі на «одиничних» криволінійних замкнутих лініях у площинах Сучасні проблеми прикладної математики та інформатики. Восьма всеукраїнська конференція. Тези доповідей. 25-27 вересня 2001 р., Львів. −1с.
24. Мартинович Т. Л., Мартинович Б. Т., Лобова О. В. Бігармонійні двовимірні диференціальні рівнянняз сталими коефіцієнтами: побудова повного аналітичного однозначного розв'язку однорідного рівняння в двозв'язній концентричній прямокутній області. Сучасні проблеми прикладної математики та інформатики. Восьма всеукраїнська конференція. Тези доповідей. 25-27 вересня 2001 р., Львів. −1с.
25. Мартинович Т. Л., Мартинович Б. Т. Ряди типу Фур'є в комплексній формі на «одиничних» криволінійних замкнутих лініях у площинах Вісник Львів. ун-ту. Серія прикладна математика та інформатика. 2001. Вип. 5, ст.118-130
26. Мартинович Т. Л., Мартинович Б. Т., Лобова О.В Зображення аналітичного розв'язку однорідного бігармонійного рівняння з сталими коефіцієнтами у прямокутній двозв'язній області. Вісник Львів. ун-ту Серія прикладна математика та інформатика. 2002. Вип. 4, с.137-143.
27. Мартинович Т. Л., Мартинович Б. Т. Побудова розв'язку крайових задач двовимірного полігармонійного рівняння 2ν-го порядку з сталими коефіцієнтами в двозв'язних некркугових концентричних областях при допомозі рядів типу Лорана та типу Фур'є в комплексній формі у площинах Тези доповідей дев'ятої всеукраїнської наукової конференції «Сучасні проблеми прикладної математики та інформатики», Львів, 2002. −1с.
28. Мартинович Т. Л., Мартинович Б. Т., Куценко О. В. Рівняння власних частот коливання прямокутно-ортотропної пластини з вільними краями по всьому периметру (пластина у рідині з однаковою з нею густиною. Тези доповідей дев'ятої всеукраїнської наукової конференції «Сучасні проблеми прикладної математики та інформатики», Львів, 2002. с.87-88
29. Мартинович Т. Л., Мартинович Б. Т., Куценко О. В. Рівняння власних частот коливання прямокутної прямолінійно-ортотропної пластини, два протилежні краї якої вільно оперті, а два інші краї — вільні. Вісник НУ «Львівська політехніка» « Теорія і практика будівництва» № 44. Львів, 2002. −8с.
30. Мартинович Т. Л., Мартинович Б. Т., Куценко О. В. Гармонійні коливання прямокутної прямолінійно-ортотропної пластини, затиснутої по всьому контуру периметру Вісник НУ «Львівська політехніка» « Теорія і практика будівництва» № 441.Львів, 2002. с.131-136.
31. Мартинович Т. Л., Мартинович Б. Т., Куценко О. В. Власні поперечні коливання тонкої анізотропної пластини, два протилежні краї якої нерухомо затиснуті, а два інші — вільно оперті. Нац. ун-т «Львівська політехніка». — Львів, 2003. — 11с.: іл. — Бібліогр.: 5 назв. укр. — Деп. в ДНТБ України 17.06.03, № 84 — Ук2003. Бібліограф. опис цієї наукової роботи опублікований в бібліограф. покажчику ВИНИТИ РАН «Депонированные научные работы» 2003, № 9 (379), №б/о 67
32. Мартинович Т. Л., Мартинович Б. Т., Куценко О. В. Рівняння власних частот коливання прямолінійно-ортотропної прямокутної пластини, два протилежні краї якої нерухомо затиснуті, а два інші краї — вільні. Вісник НУ «Львівська політехніка» « Теорія і практика будівництва» № 495. Львів, 2004. 8ст.
33. Мартинович Б. Т., Мартинович Т. Л. Математичний апарат побудови розв'язку крайовиї задач двовимірних полів гармонійних диференціальних рівнянь 2ν-го порядку зі сталими коефіцієнтами в двозв'язних концентричних некругових областях. Матеріали 10-ї Міжнародної наукової конференції ім. ак. М. Кравчука. Київ, 2004, 1 с.
34. Мартинович Б. Т., Мартинович Т. Л. Побудова аналітичного розв'язку першої крайової задачі двовимірної теорії пружності в двозв'язній концентричній некруговій області у прямолінійно-анізотроп-ному середовищі. Тези доповідей XII Всеукраїнської наукової конференції «Сучасні проблеми прикладної математики та інформатики». — Львів, 2005, 2 с.
35. Мартинович Б. Т., Мартинович Т. Л., Куценко О. В. Власні поперечні коливання прямокутної пластини з вільними краями (пластина в рідині з однаковою з нею густиною). Тези доповідей 8-ї конференції «Структура оболонок: теорія і застосування». — Гданськ-Юрима, Польща, 2005.